# Gründau
Gründau é um município da Alemanha, situado no distrito de Main-Kinzig, no estado de Hesse. Tem 67,64 km² de área, e sua população em 2019 foi estimada em 14.619 habitantes.